# 家園戰線
《家園戰線》是美國著名電腦遊戲公司THQ在2011年3月15日，於Playstation 3、Xbox360以及電腦推出的作品。
原開發商及發行商THQ倒閉後，《烽火家園》的資源和版權被德國遊戲公司Crytek購得。2016年发布續作国土防线：革命。

## 故事簡介
2012年底，北韓第二代領袖金正日去世，並由兒子金正恩接任，延續先父的「先軍政治」國策，並大肆發展核武和彈道飛彈，引起聯合國全面制裁；金正恩帶領國家在2013年攻滅南韓後，成立「大朝鮮聯邦」，後來日本屈服於朝鮮人民軍大軍壓境，最後被迫向大朝鮮聯邦投降。大朝鮮聯邦在併吞日韓兩國後，順勢將觸角伸到了東南亞並統一除中國外的亞太地區，加上美軍撤守亞太防線，大朝鮮聯邦將目標指向美軍在太平洋的最後據點夏威夷。
在大朝鮮聯邦不斷侵略的同時，美國當地發生了因油價遽增帶來的石油危機，國內爆發嚴重禽流感並造成數百萬人死亡，加拿大和墨西哥封鎖了與美國接壤的邊界，密西西比河發生嚴重汙染迫使國土一分為二，同時發生了零星的群體事件，造成美國經濟崩潰，國力大不如前。
2027年，大朝鮮聯邦發射了一顆人造衛星，表面上宣稱是通訊衛星，但大朝鮮聯邦的衛星在美國上空引爆而產生電磁脈衝，美國供電網路徹底停擺；朝鮮人民軍在趁美國方寸大亂之時，全面進軍佔據美國大部份地區。
在朝鮮人民軍的佔領下，平壤當局在占領區內實施高壓政策，大肆搜捕與處決反抗份子；不願為朝鮮軍方服務的前美國海軍陸戰隊航空兵飛行員主角再被押送途中被反抗軍成員救出，後來反抗軍為了奪取朝鮮人民軍的油料補給便由主角駕駛直升機掩護，最終成功奪取油料並轉交美軍，並促成金門大橋奪還作戰的成功。
在遊戲的最後，一篇英國的新聞報導指歐盟展開了緊急會議，正式對大朝鮮聯邦宣戰，開始計劃介入作戰，協助美國人對抗朝鮮軍的侵略。

## 在遊戲內出現的武器
除了主角與反抗軍持有的武器以美製武器為主外，甚至敵對方朝鮮人民軍在遊戲中使用的裝備也是美式軍備。

### 手枪
- M9手槍

### 衝鋒枪
- TDI Vector

### 突击步枪
- M4A1
- M16A4
- FN SCAR-L
- FN SCAR-H
- ACR
- PWS MK107 Diablo
- QBZ-03
- XM10（為遊戲內的虛構武器）

### 狙擊步槍
- SR-25狙擊步槍
- CheyTac M200干預型狙擊步槍

### 机槍
- M249-E2 SAW

### 霰彈槍
- 雷明登870泵動式霰彈槍

### 榴彈發射器
- M203榴彈發射器

### 反坦克武器
- 鐵拳三型火箭筒
- FGM-148標槍飛彈

### 手榴弹
- M67手榴彈

## 遊戲設定
遊戲發行時朝鮮領導人金正日仍在世，故事設定金正日死於2012年，現實中金正日死於2011年12月17日，他的兒子金正恩之後順利繼位。

## 游戏在日本被限制
THQ的FPS游戏《烽火家園》在日本上市时，日本方面亦对其进行了本地化，但其国内发行商Spike公司最近决定，由于CERO（日本的电脑娱乐分级组织）的规定，把游戏介绍中有关北朝鲜“独裁者”金正日的内容删除。
另据Spike官网消息，CERO对于现有人物和国家的内容表述有专门规定，因此游戏中有关北朝鲜的内容都要删除。以下是按规则进行改变的内容：
- 游戏开场片段中提到朝鲜领袖金正日去世（确实去世了）的消息，金正日的照片被移除。
- 在游戏中提到北朝鲜时，都改称为“北方的某个国家”。
- 在游戏中提到北朝鲜领导人时，都改称为“北方领导人”。

在日本版劇情中，金正日去世，一个新的独裁者继位，开始占领周边国家，然后大举入侵美国。

## 軼事
據說開發團體原本打算以共產中國為反派勢力，但由於擔心這種設定會因觸怒中華人民共和國當局而導致遊戲受到封殺，因此最後決定以金氏家族統治下的韓國為反派勢力。

## 续作
由于《国土防线》的发行商THQ在2011年倒闭，本作的版权由德国游戏工作室Crytek购得。本作的续作由其开发，并于2014年6月正式公布，命名为《国土防线：革命》（英語：Homefront: The Revolution）。此游戏于2016年5月起在北美和欧洲地区陆续发行。

## 外部連結
- （英文）官方网站
- Xbox360上的介紹